# Initao
Initao (Filipino: Bayan ng Initao) ist eine philippinische Stadtgemeinde in der Provinz Misamis Oriental, Verwaltungsregion X, Northern Mindanao. Sie hat 32.370 Einwohner (Zensus 1. August 2015), die in 16 Barangays lebten. Sie wird als Gemeinde der dritten Einkommensklasse auf den Philippinen und als urbanisiert eingestuft.  
Initao liegt an der Küste der Mindanaosee, ca. 54 km westlich von Cagayan de Oro entfernt und ist über die Küstenstraße erreichbar. Ihre Nachbargemeinden sind Libertad im Norden, Alubijid im Osten, Naawan im Süden. 
In der Gemeinde liegt ein External Study Center der Bukidnon State University. Teile des Initao-Libertad Protected Landscape/Seascape liegen auf dem Gebiet der Gemeinde.

## Galerie

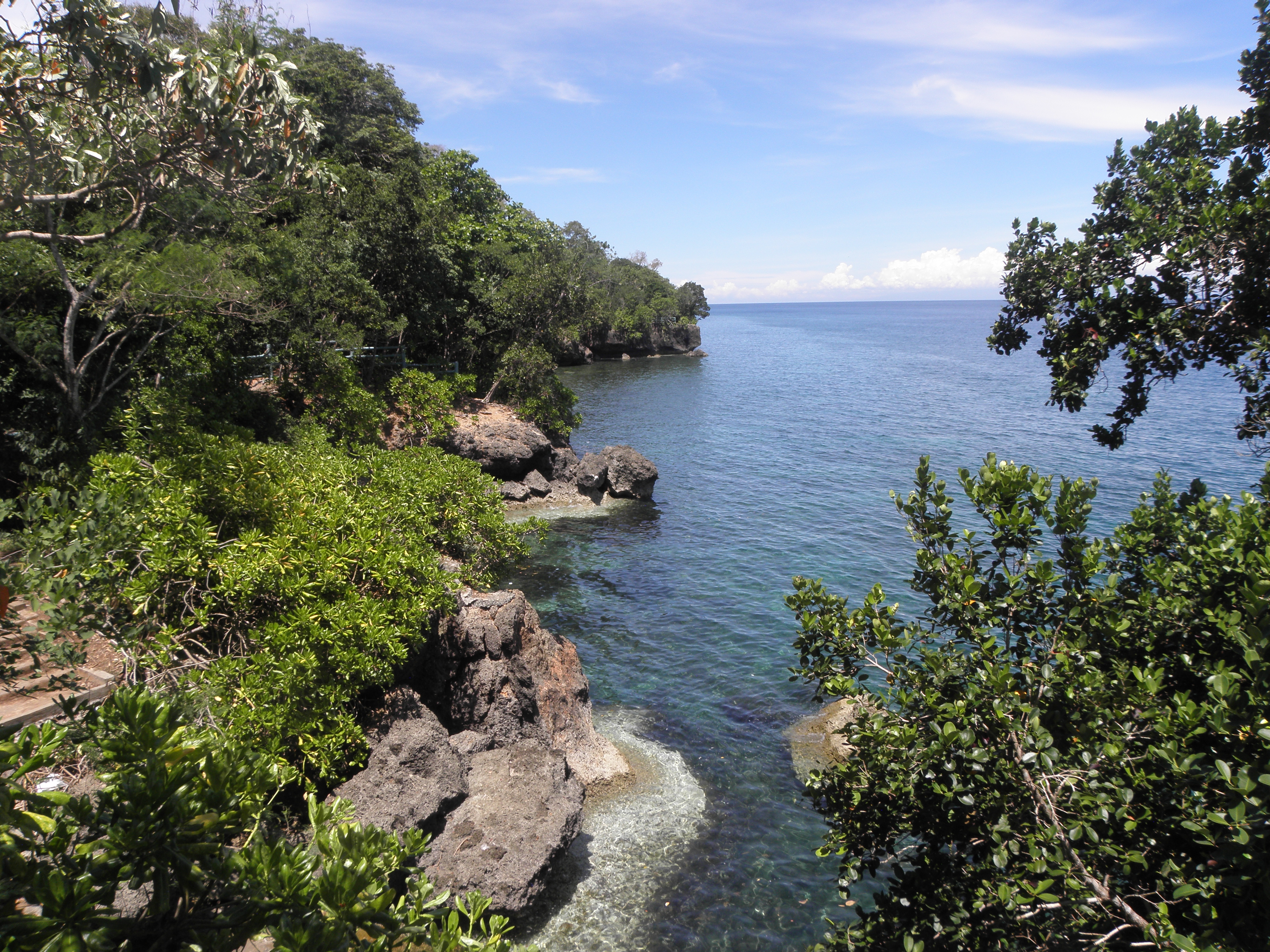
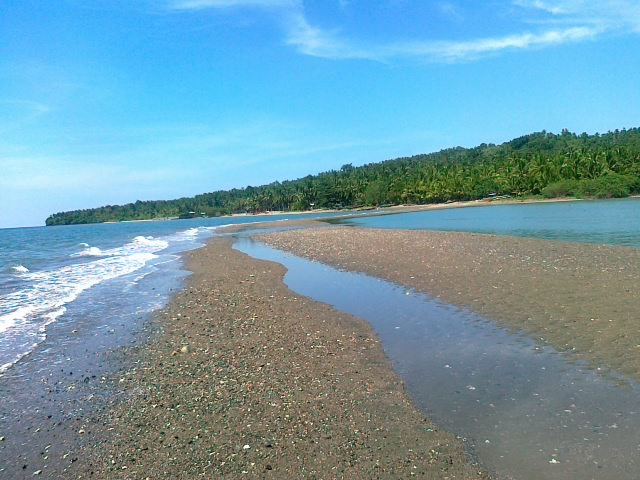
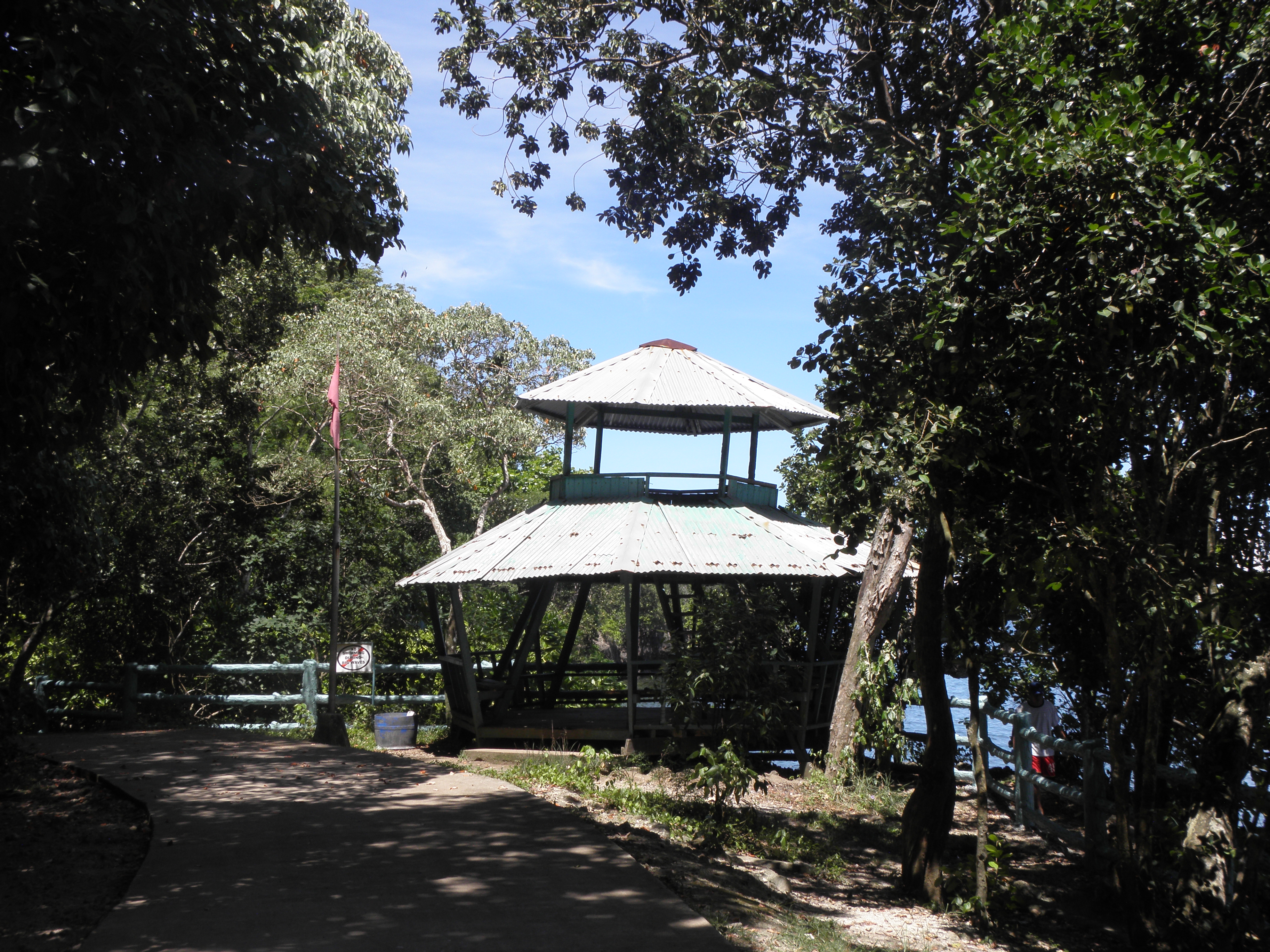
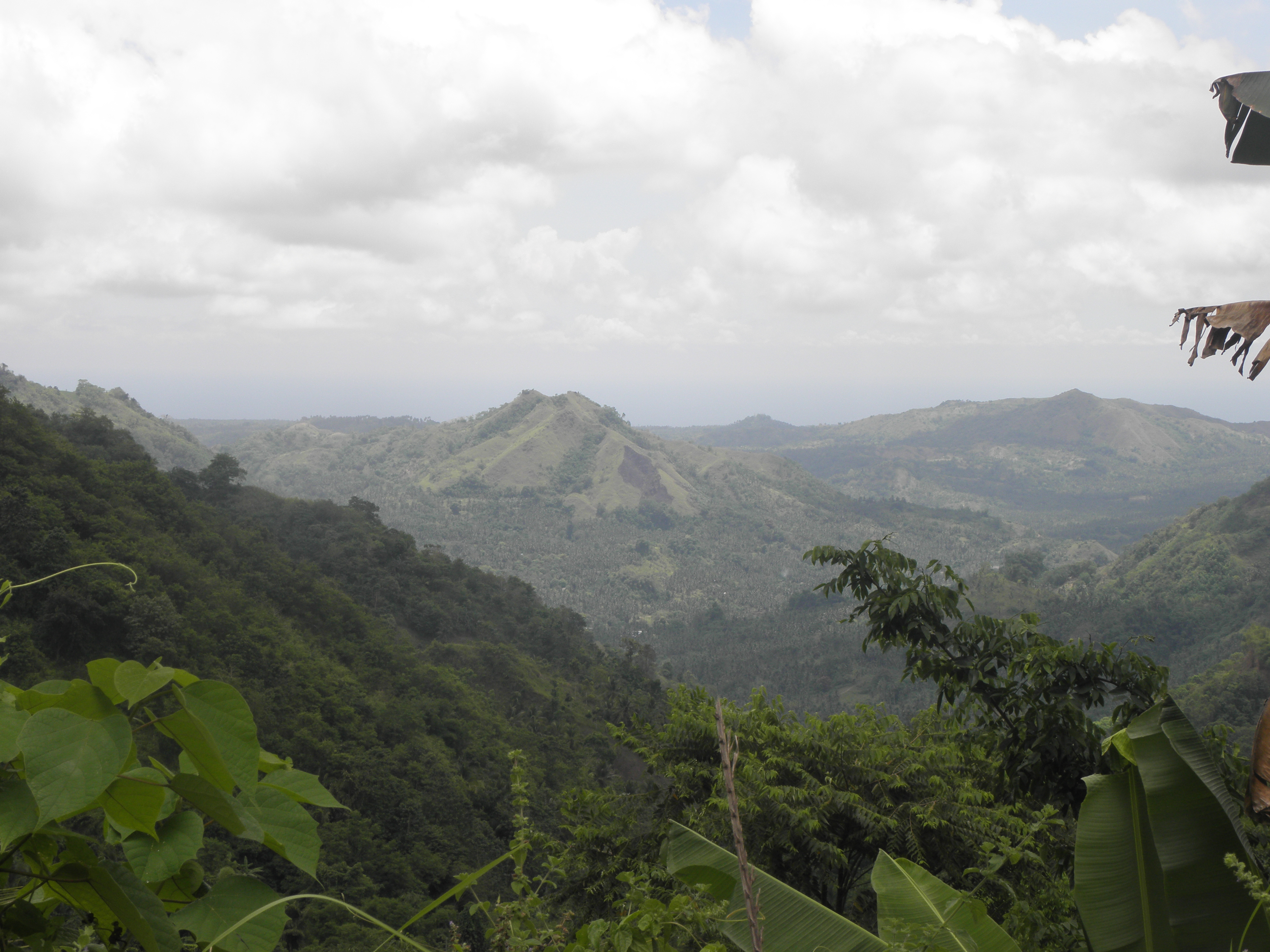
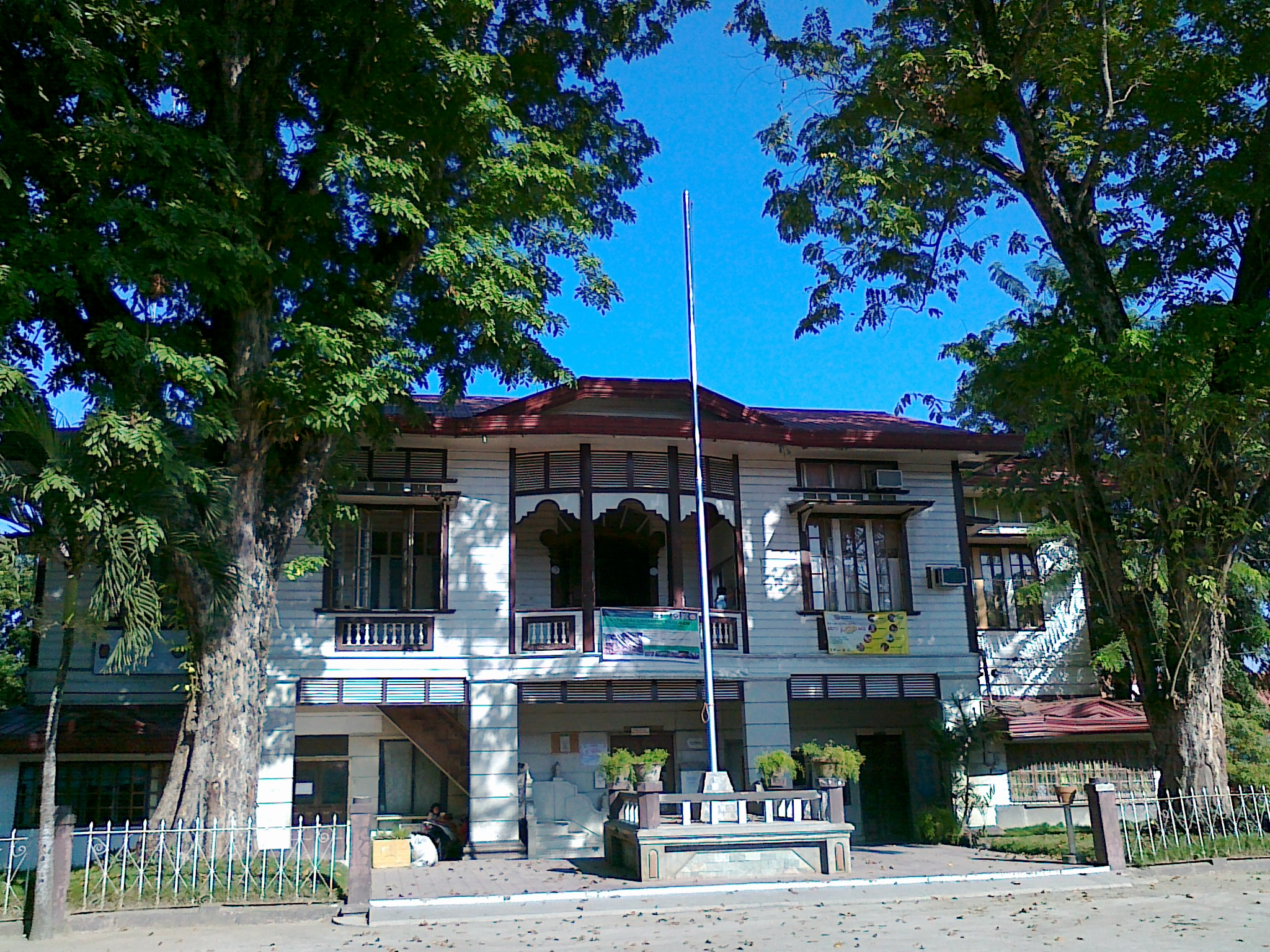

## Baranggays
| - Aluna - Andales - Apas - Calacapan - Gimangpang - Jampason - Kamelon - Kanitoan | - Oguis - Pagahan - Poblacion - Pontacon - San Pedro - Sinalac - Tawantawan - Tubigan |

## Weblink
- Informationen der Philippine Statistics Authority über Initao